# Verein für Familienkunde in Baden-Württemberg
Der Verein für Familienkunde in Baden-Württemberg e.V. wurde am 14. Oktober 1920 als Verein für Württembergische Familienkunde in Stuttgart gegründet. Von 1947 bis 2015 trug er den Namen Verein für Familien- und Wappenkunde in Württemberg und Baden e. V., seit Mitte 2015 gilt der aktuelle Vereinsname.

## Vereinstätigkeit
Vereinszweck ist es, den Sinn für Genealogie und Heraldik zu wecken und zu beleben und insbesondere die Familienkunde in all ihren Zweigen zu fördern und zu pflegen. Dazu wird eine Geschäftsstelle mit einer umfangreichen Bibliothek, in der auch Zeitschriften und Quellwerke aus anderen deutschen Regionen sowie aus Österreich und der Schweiz zur Verfügung stehen, und ein Archiv unterhalten. Der Verein ist Mitglied der Deutschen Arbeitsgemeinschaft genealogischer Verbände (DAGV).
Für die Kommunikation der Vereinsmitglieder untereinander dienen die Veranstaltungen, seit 1951 die genealogischen Arbeitskreise, von 2001 bis 2020 eine Mailingliste, seit 2017 der Auftritt bei Facebook und seit 2020 das Familienforscherforum.

## Arbeitskreise
Seit 1951 gibt es genealogische Arbeitskreise, die als Regionalgruppen in Baden-Württemberg verteilt sind:
- Genealogischer Arbeitskreis Ostalbgruppe
- Freiburger Genealogischer Arbeitskreis
- Genealogischer Arbeitskreis Pforzheim-Enzkreis
- Arbeitskreis Familienforscher Herrenberg
- Familienkundlicher Arbeitskreis Biberach
- Genealogischer Arbeitskreis Tübingen
- Genealogischer Arbeitskreis Landkreis Rastatt
- Genealogischer Arbeitskreis Ulm
- Arbeitskreis Familiengeschichte heute, Dornstetten

## Publikationen
Der Verein gibt seit 1921 einmal jährlich die genealogische Fachzeitschrift Südwestdeutsche Blätter für Familien- und Wappenkunde heraus. Dreimal jährlich erscheint ein Rundbrief mit Vereinsmitteilungen.
In unregelmäßigen Abständen werden weitere Veröffentlichungen, wie beispielsweise die Reihe Ortsfremde in Kirchenbüchern aus Baden-Württemberg herausgegeben.

## Schwäbische Ahnentafeln in Listenform
Erschienen als Beilage zu den Blättern für Württembergische Familienkunde (BWFK), Band 4, Heft 42/43 (März 1931) bis Band 9, Heft 101 (Januar 1943):
1. Ahnentafel Georg Wilhelm Friedrich Hegel
2. Ahnentafel Friedrich Wilhelm Josepf Schelling
3. Ahnentafel David Friedrich Strauß
4. Ahnentafel Karl Christian Planck
5. Ahnentafel Eduard Zeller
- Gaisberg-Schöckingen, Friedrich Freiherr von: Stammbaum Gaisberg

Erschienen als Beilage zu den Blättern für Württembergische Familienkunde (BWFK), Band 4 (1930–1931), Heft 44/46.
- Nebinger, Gerhart: Die Oetinger in Württemberg

Erschienen als Beilage zu den Blättern für Württembergische Familienkunde (BWFK), Band 7 (1936–1938), Heft 73/74, 75/76, 79/80.